# Alabagrus varipes
Alabagrus varipes är en stekelart som först beskrevs av Cresson 1865.  Alabagrus varipes ingår i släktet Alabagrus och familjen bracksteklar. Inga underarter finns listade i Catalogue of Life.